# テトラヒドロゾリン
テトラヒドロゾリン (tetrahydrozoline) は、塩酸テトラヒドロゾリンとして目薬や点鼻薬に含まれるイミダゾリンの誘導体である。同様の薬理作用を示す誘導体として、ナファゾリン、オキシメタゾリン、キシロメタゾリン等がある。オーバードースによる毒性がある。

## 薬理作用
テトラヒドロゾリンは主にアドレナリンα受容体作動薬として作用し、点眼薬は眼の結膜の血管を収縮させる。これは眼への刺激物による充血を抑える効果がある。
点鼻薬として用いると、鼻粘膜の充血を改善する。しかし、長期にわたる経鼻使用は、慢性的な薬剤性鼻炎の原因となる。
また、痔の出血・発赤を抑えるために、一部の坐剤（座薬）に配合されている。
いずれもOTC医薬品に用いられている。

## 都市伝説
テトラヒドロゾリンにはもし経口で摂取すると下痢を起こすと広く信じられているが、都市伝説である。実際に誤飲すると吐き気、嘔吐、発作、昏睡などに陥る可能性があるが、下痢を引き起こす効果はない。